# Голиков, Иван Георгиевич
Иван Георгиевич Голиков — командир миномётного расчёта 696-го стрелкового полка (383-я стрелковая дивизия, Отдельная Приморская армия), в дальнейшем 769-го горно-артиллерийского полка (242-я горно-стрелковая дивизия, 60-я армия, 4-й Украинский фронт), сержант.

## Биография
Иван Георгиевич Голиков родился в семье рабочего в городе Мелекесс Ставропольского уезда Самарской губернии (в настоящее время Дмитровград Ульяновской области). В 1921 году переехал в Тверь. Окончил 7 классов школы. В 1938 году переехал в город Акташ Самаркандской области Узбекистана.
В феврале 1942 года Нарпайским райвоенкоматом Самаркандской области он был призван в ряды Красной армии, с марта 1942 года на фронтах Великой Отечественной войны.
В боях за освобождение Крыма севернее города Керчь 10 января 1944 года сержант Голиков со своим расчётом метким огнём миномёта уничтожил 2 огневыё точки противника и до 10 солдат противника. При отражении контратаки противника уничтожил ещё 25 солдат. Приказом по 383 стрелковой дивизии от 13 февраля 1944 года он был награждён орденом Славы 3-й степени.
При прорыве обороны противника Голиков со своим расчётом уничтожил огневую точку и до 20 солдат противника. Приказом по Отдельной Приморской армии от 30 апреля 1944 года сержант Голиков был награждён орденом Славы 2-й степени.
4 ноября 1944 года приказом по 769-му горно-артиллерийскому полку сержант Голиков был награждён медалью «За отвагу» за то, что в период с 12 по 20 октября 1944 года в горно-лесистой местности и трудно-проходимых дорог в районе высот 935 и 857 он со своим расчётом, находясь в боевых порядках пехоты, уничтожил 2 пулемёта, 1 противотанковое ружьё и до 30 солдат противника.
Сержант Голиков с 27 по 30 апреля 1945 года при наступлении в районе города Моравска-Острава (Словакия) личным примером увлек воинов на прорыв обороны противника. Расчёт участвовал в отражении более 10 контратак, уничтожив при этом орудие противника, 3 пулемёта и до 20 солдат противника. 4 мая 1945 года в бою был контужен, но остался в строю. Указом Президиума Верховного Совета СССР от 15 мая 1946 года он был награждён орденом Славы 1-й степени.
Старшина Голиков демобилизовался в октябре 1945 года. Жил в Луганской области Украины в городе Лутугино. Работал старшим буровым мастером подземного бурения в геологоразведочной экспедиции, затем — на шахте
Скончался Иван Георгиевич Голиков 12 мая 1981 года. Похоронен в Лутугино.